# باول رودولف
باول رودولف هو موسيقي وعازف قيثارة كندي، ولد في 14 يونيو 1947 في فانكوفر في كندا.

## وصلات خارجية
- باول رودولف على موقع ميوزك برينز (الإنجليزية)
- باول رودولف على موقع أول ميوزيك (الإنجليزية)
- باول رودولف على موقع ديسكوغز (الإنجليزية)